# Автошлях Т 2121
Автошля́х Т 2121 — територіальний автомобільний шлях в Україні, Лозова — Близнюки — Барвінкове — Р79. Проходить територією Лозівського, Близнюківського та Барвінківського районів Харківської області.
Починається в місті Лозова Т 2107, проходить через села Слобожанське, Квітневе, Мирне, Шевченкове Перше, Батюшки, смт Близнюки, села Вільне Друге, Садове, Бурбулатове, Енергетиків, Малинівка, Пригоже, Ковалівка, Гаврилівка, Петрівка, Григорівка, Богодарове, місто Барвінкове Т 2122, села Червоне, Велика Комишуваха Р79.
Загальна довжина — 82,3 км.